# Religion au Népal

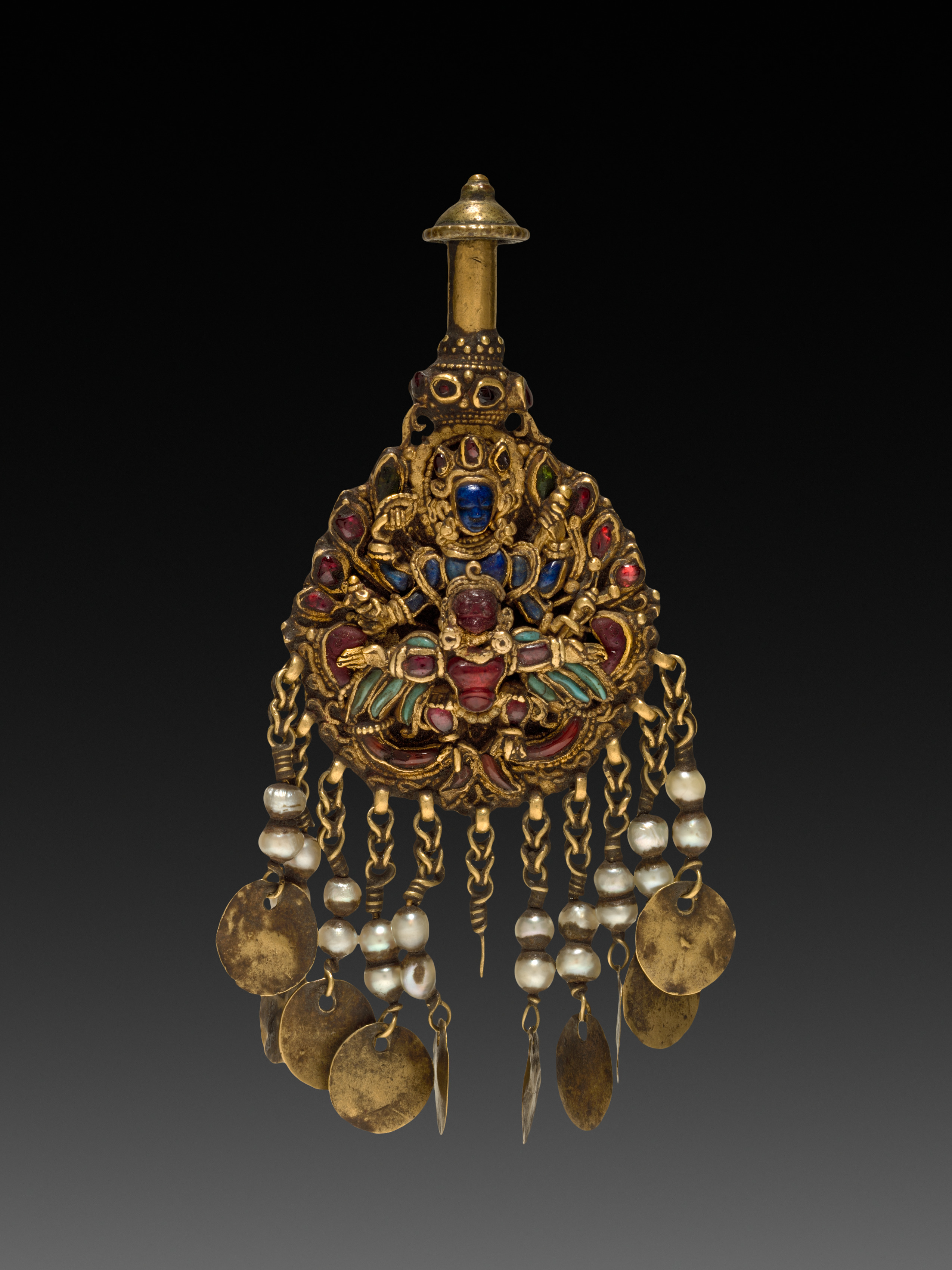
Boucle d'oreille portée par les statues de divinités népalaises. Les artisans népalais excellent dans la réalisation de bijoux très fins. Réalisation vers 1600, entreposé au Cleveland Museum of Art (musée d'art de Cleveland).

Le Népal était jusqu'en 2006 le seul pays dont la religion officielle était l'hindouisme sans que les non-hindous fassent l'objet de discrimination explicite.
En mai 2006 le Parlement népalais définit dans la constitution provisoire le Népal comme un État laïc et non plus un pays hindou, établissant un droit égal pour chacun à pratiquer sa religion.
Il s'est ensuivi une croissance des autres religions, en particulier du christianisme (principalement évangélique et pentecôtiste), beaucoup de crypto-chrétiens pratiquant dès lors leur religion à découvert. Cela entraina en retour un raidissement hindou, justifié principalement par l’agressivité perçue des pratiques de conversion de certaines communautés protestantes. Le 23 mai 2009 une bombe explose ainsi dans la cathédrale catholique de l’Assomption à Katmandou, posée par la Nepal Defence Army (NDA), un groupe nationaliste prônant le retour à la monarchie et à la religion hindoue.
Les fortes tensions religieuses se sont entre autres traduites en août 2011 par un projet de loi « anti-conversion » réprimant le fait de prêcher une autre religion que l’hindouisme, de distribuer des documents religieux non hindous ou encore d'abattre un bovin.

## Les religions pratiquées au Népal
Les pourcentages ci-dessous correspondent à ceux du recensement de 2011.

### Hindouisme
L'hindouisme est la religion majoritairement pratiquée. Elle concerne 81 % de la population.
La population du pays, à la religiosité très grande, est divisée en différentes traditions (que l'on appelle 'sectes') qui vivent en harmonie les unes avec les autres. On voit surtout l'existence de Śākta, Śaiva, Vaishñava, etc.
La présence de l'Himalaya permit le développement de l'hindouisme au Népal, la montagne attirant les ascètes et hommes religieux influents. Les bouddhistes et les hindous se rencontrent partout et vivent en bonne entente.   
Une grande importance est donnée aux dieux dans tout le pays. La religion pratiquée au Népal honore de très nombreux dieux. La religion est omniprésente dans les rues ou dans les campagnes du Népal.

### Bouddhisme

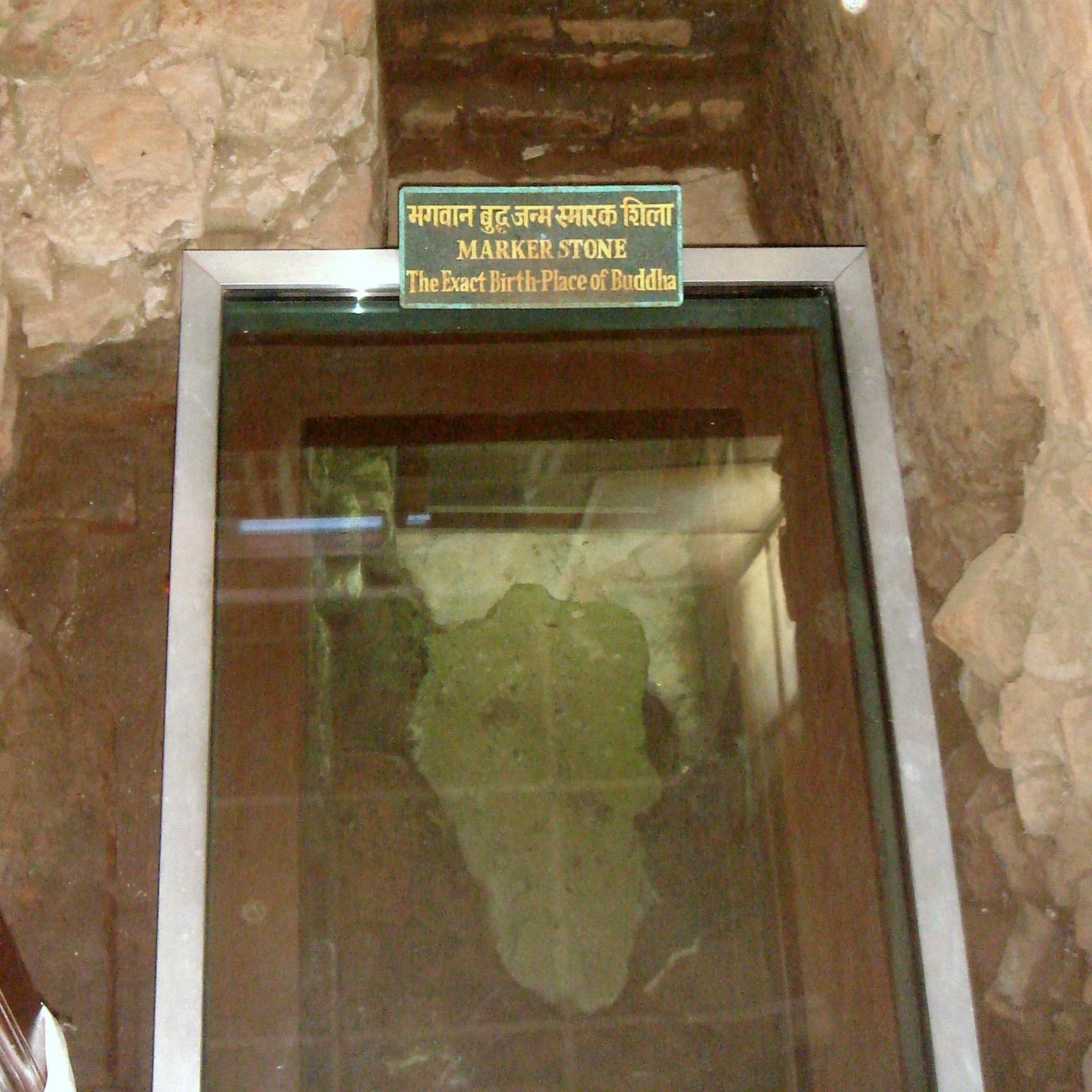
Une pierre marque le lieu de naissance de Gauthama Bouddha.

Le bouddhisme est la deuxième religion en importance. Elle est pratiquée par 9 % de la population. Cette religion est surtout présente dans les régions montagneuses du pays et dans la vallée de Katmandou. Le Bouddha, Siddhartha Gautama, serait en effet né au royaume de Kapilavastu, village dont la localisation traditionnelle serait Lumbinî au Népal. Mais les Indiens préfèrent dire qu'il est né en Inde[réf. nécessaire]. La preuve authentique[réf. nécessaire] existe à Lumbinî où se trouve la plus vieille inscription clairement écrite « Ici ; le Bouddha est né ; celui de Śakyamuni. »
Ces deux religions, hindouisme et bouddhisme, se rencontrent en de nombreux points, et l'on trouve même des temples partagés par les deux confessions.

### Islam
L'islam est présent et concerne 4,4 % de la population.

### Kirantis
L'ethnie des Kirantis (Yakkha, Limbu, Rai, Sunuwar) (Népal, Bhoutan, Sikkim, Darjeeling, Assam) suit une confession distincte, dont la pratique concerne 3,1 % de la population.
Globalement animiste, chamaniste, pré-védique, et shivaïste, elle honore principalement une Déesse-Mère, Yuma Sammang, selon les écrits Mundhum (en).

### Lepchas
La religion Mun (bongthingisme), des Lepchas (Bhoutan, Sikkim, Népal), reconnaît de bons esprits bienveillants du magicien bénéfique blanc en lutte contre les sept esprits mauvais du magicien maléfique noir, dans les arbres, les buissons, les rochers et les rivières.

### Christianisme
Le christianisme est très minoritaire (1,4 % selon le recensement de 2011) dans la société népalaise où il est toléré depuis peu (levée des restrictions en 1991). La forte croissance du nombre de chrétiens au cours des années 2000-2010 n'a pour l'instant pas fait l'objet de mesures fiables. Certaines sources parlent de 2 millions de chrétiens (soit 6,9 % de la population), mais ces chiffres sont contestés au sein des milieux chrétiens eux-mêmes,.
Cette croissance très rapide est une source de tensions religieuses importantes.[évasif]
Selon l'ONG Portes ouvertes, les nouveaux convertis se rencontrent principalement chez les minorités ou les basses castes, comme les Dalits. Les chrétiens, notamment convertis de l'hindouisme, font face à des pressions venant de groupes extrémistes. À la suite des séismes de 2015 au Népal, des missionnaires évangéliques sud-coréens ou singapouriens sont arrivés avec l'aide à la reconstruction, et ils sont parfois accusés de prosélytisme.
La plupart des chrétiens sont protestants, le Vicariat apostolique du Népal ne recensant que 7 000 catholiques dans le pays.
Le Conseil de l'église baptiste du Népal a été fondé en 1992. En 2017, il compterait 248 églises et 19 000 membres.